# Free Me
Free Me is een nummer van de Engelse soulzangeres Joss Stone voor haar vierde studioalbum, Colour Me Free, dat in Nederland uitkomt op 30 oktober. Het nummer kwam op 22 september 2009 in de iTunes Store te staan.
Het nummer werd officieel uitgebracht op 8 november 2009.

## Hitlijsten
| Hitlijst (2009)              | Hoogste positie |
| ---------------------------- | --------------- |
| Italiaanse "FIMI" Hitlijsten | 77              |